# رينيه إيلمرس
رينيه جاسيسين إيلمرس (بالإنجليزية: Renee Jacisin Ellmers)‏ هي سياسية أمريكية من الحزب الجمهوري ولدت في يوم 9 فبراير 1964 في بلدة أيرونوود في ولاية ميشيغان. أكملت دراسة التمريض في جامعة أوكلاند. هي عضوة سابقة في مجلس النواب الأمريكي حيث انتخبت في سنة 2010 وخسرت مقعدها في سنة 2016 أمام منافسها من نفس الحزب جورج هولدنغ.